# Карл Ванка
Карл Ванка (нім. Karl Wanka; 1 червня 1914, Марієнбад, Австро-Угорщина — 3 травня 1980, Бад-Кіссінген, Німеччина) — німецький офіцер, майор резерву вермахту. Кавалер Лицарського хреста Залізного хреста з дубовим листям.

## Біографія
10 січня 1939 року вступив в 55-й піхотний полк. 21 вересня 1939 року переведений в 289-й, 1 вересня 1940 року — в 72-й, в жовтні 1940 року — в 466-й піхотний полк 257-ї піхотної дивізії. З червня 1941 року брав участь в Німецько-радянській війні. З 1943 року — командир 1-го батальйону свого полку. Взимку 1943/44 року відзначився в боях ні Дніпрі, східніше Бобруйська. З липня 1944 року — командир 1-го батальйону 53-го гренадерського полку. В кінці 1944 року відзначився у боях на Нареві і в Східній Пруссії, а в лютому 1945 року — західніше Ландсберга. Разом з військами відійшов в Чехію, де в травні 1945 року здався американським військам і був переданий чехам. Примусово працював в урановій шахті. 13 квітня 1956 року звільнений.

## Нагороди
- Залізний хрест
  - 2-го класу (29 липня 1941)
  - 1-го класу (15 січня 1942)
- Штурмовий піхотний знак в сріблі
- Медаль «За зимову кампанію на Сході 1941/42»
- Лицарський хрест Залізного хреста з дубовим листям
  - лицарський хрест (23 лютого 1944)
  - дубове листя (№800; 23 березня 1945)
- Нагрудний знак ближнього бою в бронзі